# Yisroel ben Eliezer

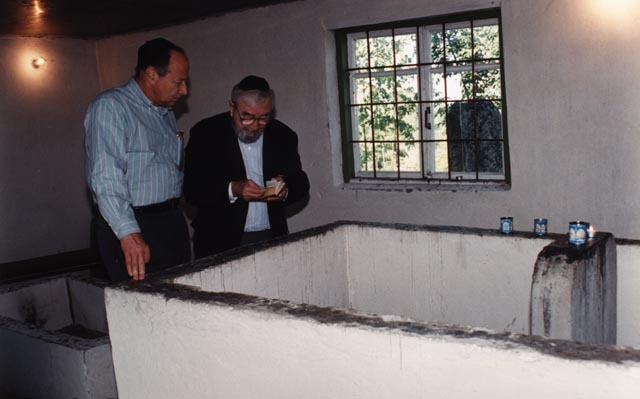
graf van Baal Shem Tov

Yisroel ben Eliezer (Hebreeuws: רבי ישראל בן אליעזר - betekenis 'Israël zoon van Eliëzer') (Kamjanez-Podilskyj, 27 augustus 1698 - Medzjybizj, 22 mei 1760) was een Poolse rabbijn.
Hij staat ook bekend als de Baal Shem Tov ofwel de Besht (acroniem), in het Nederlands wordt ook wel Ba'al Sjem Tov geschreven. Hij was de oprichter van het chassidische jodendom.
Zijn volgelingen stichtten ieder eigen chassidische bewegingen die de voorlopers waren van de hedendaagse bewegingen.